# 프랑스 이야기
샤를마뉴 대계(프랑스어: Cycle carolingien) 또는 프랑스 이야기(프랑스어: Matière de France)는 중세 유럽 문학 작품들 중 프랑스의 역사, 특히 카롤루스 대제와 그 부하들의 이야기를 다루는 것들을 가리킨다. 아서 왕 전설을 다루는 "브리튼 이야기", 그리스와 로마의 고전 신화를 다루는 "로마 이야기"와 함께 중세 무훈시의 큰 기둥을 이루었다.